# کالین بانکوف
کالین بانکوف (بلغاری: Калин Банков؛ زادهٔ ۱۲ مهٔ ۱۹۶۵) بازیکن فوتبال اهل بلغارستان است.
از باشگاه‌هایی که در آن بازی کرده است می‌توان به باشگاه فوتبال لفسکی صوفیه و باشگاه فوتبال زسکا صوفیه اشاره کرد.
وی همچنین در تیم ملی فوتبال بلغارستان بازی کرده است.